# Oranda
L’Oranda è una varietà di pesce rosso caratterizzata da un corpo rotondo, coda doppia e a volte da un “cappuccio” sulla testa.

## Descrizione
L'Oranda nasce da vari tentativi di incrocio dal Pesce rosso comune (Carassius auratus) effettuati in Giappone e Cina. Le Oranda possono essere di vari colori (come arancione, rosso, bianco e rosso, rosso e nero, nero, blu) e tipologie.

## Biologia

### Alimentazione
L’alimentazione dell’Oranda è molto varia: mangia sia cibo secco (di quello che si trova in commercio, come scaglie e granuli), ma anche cibo fresco come piselli sbollentati, zucchine e carote. Per un corretto sviluppo e per evitare malattie, è bene alimentarlo massimo 2-3 volte al giorno.

### Habitat

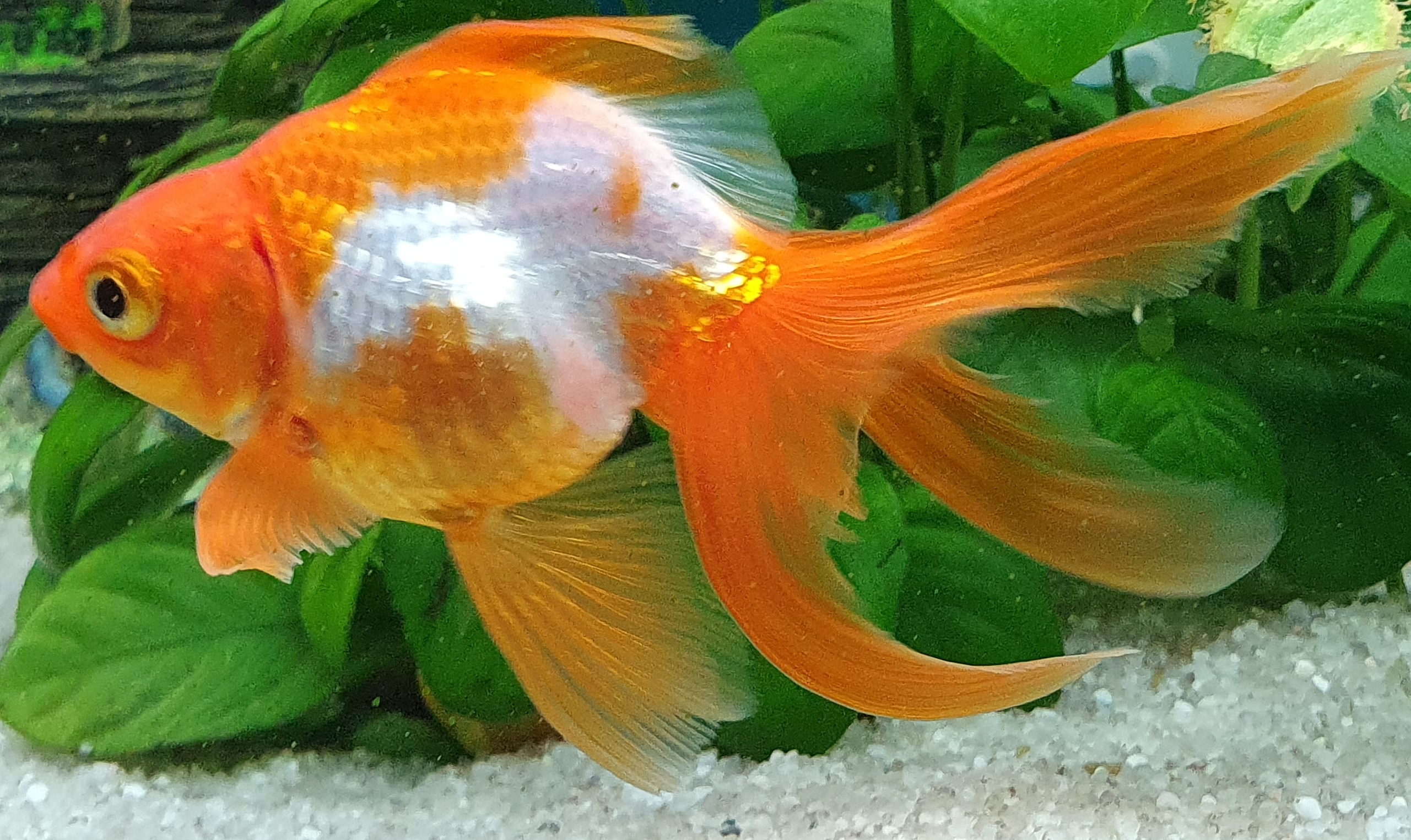
Oranda Ryukin

L’Oranda vive in acqua dolce. Può essere allevato in laghetti artificiali o naturali, oppure in acquari. Si adatta bene alle temperature: può vivere tra una temperatura dai 18° ai 28°, ma l’ideale è una temperatura dai 22° ai 26°.
Le Oranda possono raggiungere da adulte fino a 15 cm di lunghezza, quindi, se tenute in acquario, hanno bisogno di almeno 80-100 litri ciascuna per vivere al meglio.

### Prospettive di vita
L’Oranda, come il Pesce rosso, può vivere, se ben alimentato e curato, fino a 20 anni

### Malattie
L’Oranda può soffrire di alcuni disturbi e malattie che se non curati possono portare alla morte. Esistono infezioni provocate da batteri o da una non corretta tenuta dell’acquario (per esempio infezione d’ammoniaca) ma anche infiammazione alla vescica natatoria e blocco intestinale.

## Varietà

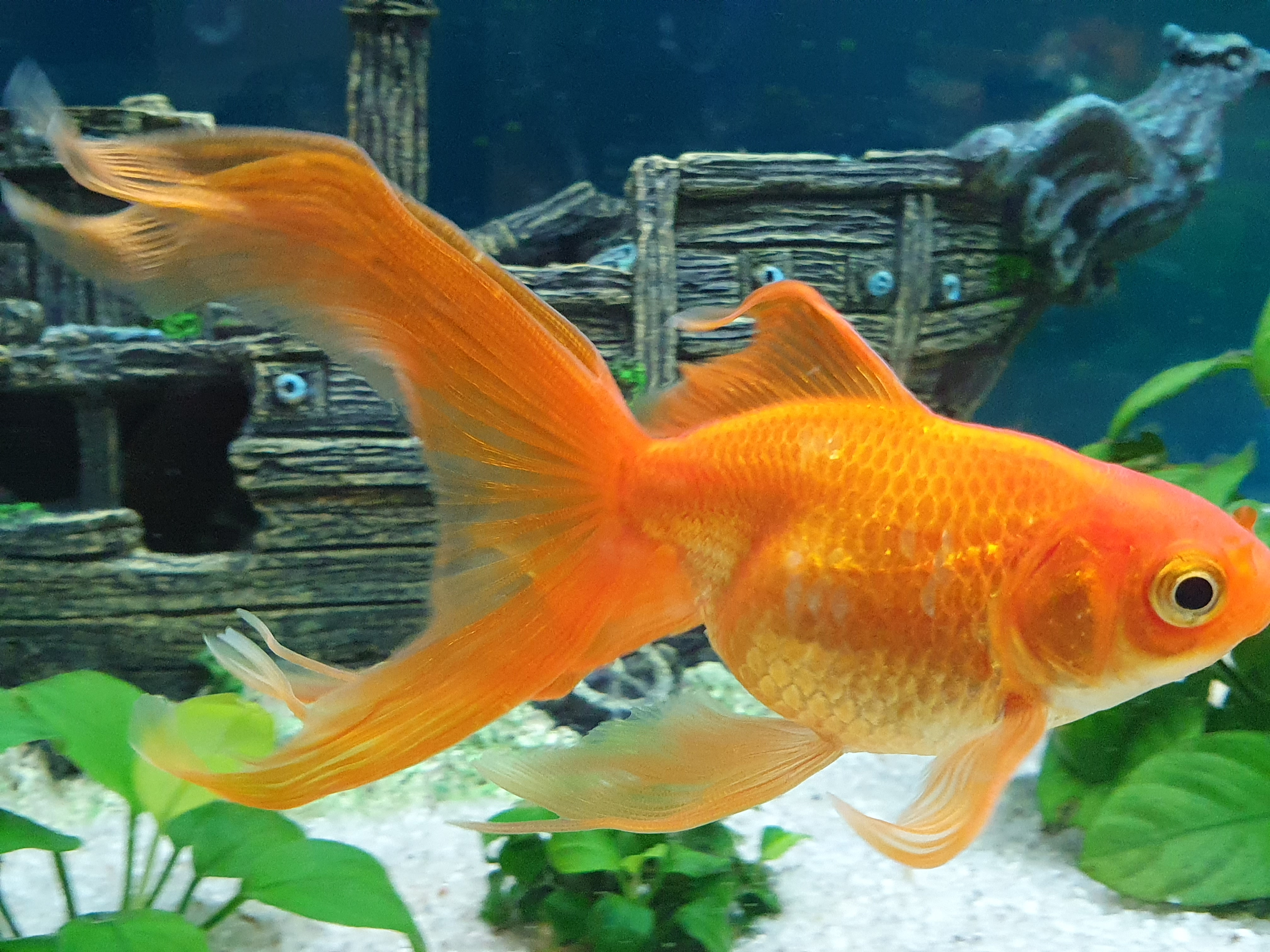
Oranda Rosso

Esistono molte varianti di Oranda, ciascuna con le sue peculiarità: 
- Oranda Rosso: è la varietà più comune;
- Oranda Shubunkin: caratterizzato da macchie sul corpo;
- Oranda Calico: con corpo tondeggiante e coda doppia;
- Oranda Fantail: con colorazione bianca e rossa
- Oranda Ryukin: caratterizzato da una lunga coda a velo;
- Oranda Testa di Leone: privo di spina dorsale e con coda doppia;
- Oranda Black Moor: di colore nero e con pinne ben sviluppate;
- Oranda Telescopico: caratterizzato da occhi abbastanza pronunciati, ha un corpo corto e tondeggiante;
- Oranda Testa Rossa: ha il “cappuccio” rosso;
- Oranda Chicco di Riso: ha un ventre abbastanza rigonfio;
- Oranda Ranchu: molto simile all’Oranda Testa di Leone;
- Oranda Occhi a Bolla: caratterizzato da grosse sacche sotto gli occhi[9].